# EC Pelotas
Az Esportivo Clube Pelotas, ismertebb nevén Pelotas, labdarúgócsapatát 1908-ban alapították a brazíliai Pelotas városában. A csapat a Gaúcho állami bajnokság tagja.

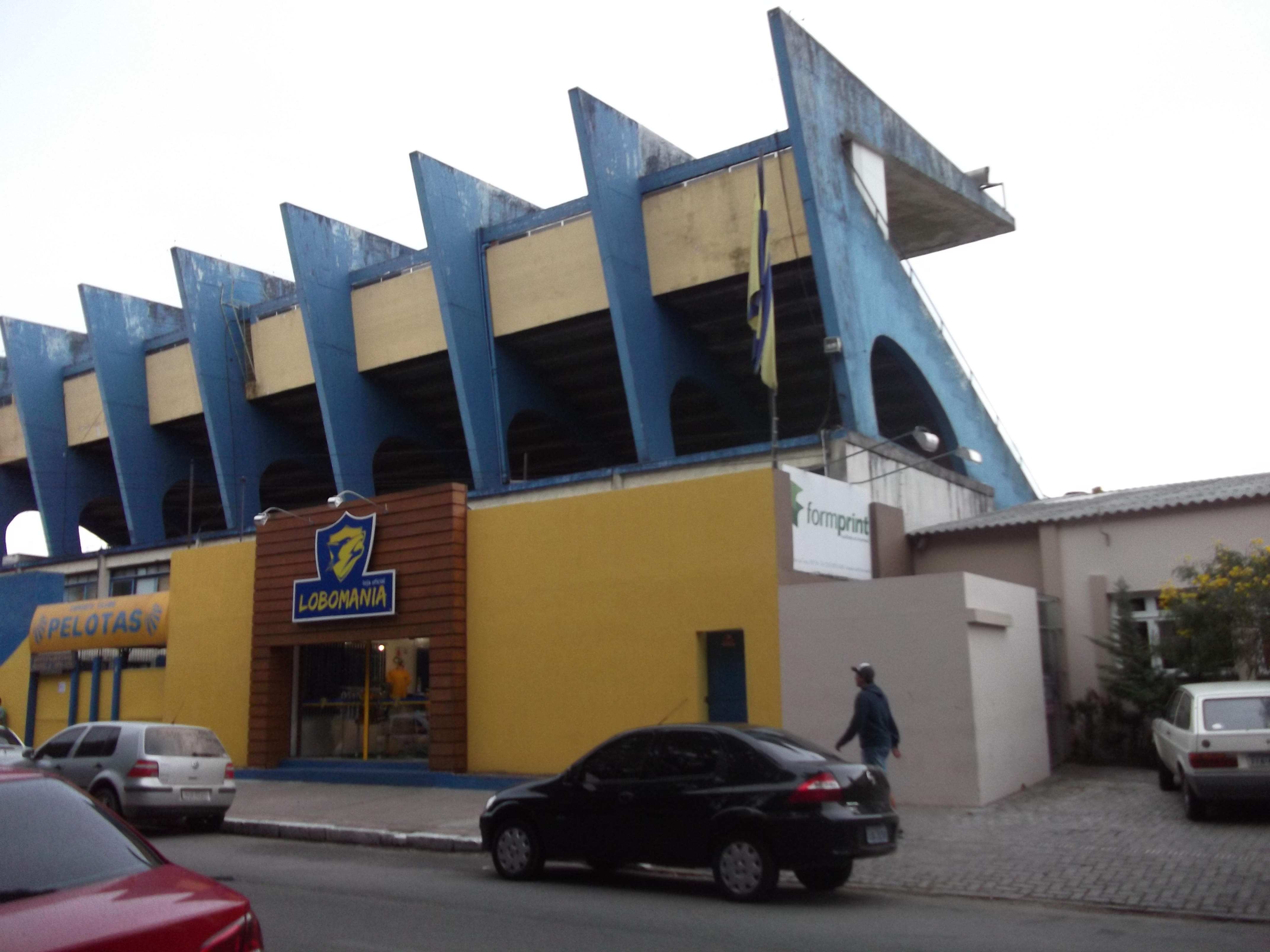
A Boca do Lobo bejárata.

## Sikerlista

### Állami
- 1-szeres Gaúcho bajnok: 1930

## Játékoskeret
2015-től
| # |     | Poszt | Név            |
| - | --- | ----- | -------------- |
|   | BRA | K     | Bruno          |
|   | BRA | K     | Júlio Cézar    |
|   | BRA | K     | Igor Rayan     |
|   | BRA | V     | Diego Bispo    |
|   | BRA | V     | Vinicius Silva |
|   | BRA | V     | Gere Itaqui    |
|   | BRA | V     | Stevys         |
|   | BRA | V     | Eduardo Praes  |
|   | BRA | V     | Anderson Luis  |
|   | BRA | KP    | Geovani        |
|   | BRA | KP    | Léo Paulista   |
|   | BRA | KP    | André          |
|   | BRA | KP    | Dhiego Souza   |
|   | BRA | KP    | Ademar         |

| # |     | Poszt | Név             |
| - | --- | ----- | --------------- |
|   | BRA | KP    | Mikael          |
|   | BRA | KP    | Elbér           |
|   | BRA | KP    | Ademir          |
|   | BRA | KP    | João Emir       |
|   | BRA | KP    | Tiago Rodrigues |
|   | BRA | KP    | Artur           |
|   | BRA | KP    | Jó              |
|   | BRA | KP    | William Santos  |
|   | BRA | CS    | Léo Mineiro     |
|   | BRA | CS    | Adilson Bahia   |
|   | BRA | CS    | Gilian          |
|   | BRA | CS    | Igor            |
|   | BRA | CS    | Feliphe         |
|   | BRA | CS    | Carlos Gato     |